# Municipio de Grant (condado de Winnebago)
El municipio de Grant (en inglés: Grant Township) es un municipio ubicado en el condado de Winnebago en el estado estadounidense de Iowa. En el año 2010 tenía una población de 148 habitantes y una densidad poblacional de 1,6 personas por km².

## Geografía
El municipio de Grant se encuentra ubicado en las coordenadas 43°17′55″N 93°54′41″O / 43.29861, -93.91139. Según la Oficina del Censo de los Estados Unidos, el municipio tiene una superficie total de 92.78 km², de la cual 92,78 km² corresponden a tierra firme y (0 %) 0 km² es agua.

## Demografía
Según el censo de 2010, había 148 personas residiendo en el municipio de Grant. La densidad de población era de 1,6 hab./km². De los 148 habitantes, el municipio de Grant estaba compuesto por el 99,32 % blancos, el 0,68 % eran de otras razas. Del total de la población el 2,7 % eran hispanos o latinos de cualquier raza.